# Moby Lines
Moby Lines (Moby Lines S.p.A.) és una empresa naviliera italiana que transbordadors i cruiseferries entre Itàlia i França, incloent les illes d'Elba, Sardenya i Còrsega. L'empresa va ser fundada el 1959 amb el nom Navigazione Arcipelago Maddalenino (NAVARMA).
El 2006 Moby Lines va adquirir Sardegna. L'empresa és coneguda per utilitzar caràcters de Looney Tunes (Warner Bros.) per decorar els seus vaixells.

## Flota
| Vaixell         | Bandera | Construcció | Inici servei | Ruta                                   | Tonatge | Llargada | Amplada | Passatges | Vehicles | Nusos |
| --------------- | ------- | ----------- | ------------ | -------------------------------------- | ------- | -------- | ------- | --------- | -------- | ----- |
| MS Bastia       | Itàlia  | 1974        | 1974         | Santa Teresa di Gallura—Bonifacio      | 1.936   | 75 m     | 13 m    | 400       | 100      | 18    |
| MS Giraglia     | Itàlia  | 1981        | 1981         | Piombino - Cavo (illa d'Elba)          | 2.041   | 75 m     | 13 m    | 400       | 100      | 18    |
| MS Moby Ale     | Itàlia  | 1969        | 1990         | Piombino—Portoferraio                  | 3.937   | 93 m     | 16 m    | 800       | 160      | 19,5  |
| MS Moby Vincent | Itàlia  | 1974        | 1990         | Livorno—Bastia                         | 12.108  | 120 m    | 22 m    | 1.600     | 570      | 17,5  |
| MS Moby Baby    | Itàlia  | 1966        | 1996         | Piombino—Portoferraio                  | 4.016   | 101 m    | 18 m    | 1.100     | 100      | 19    |
| MS Moby Love    | Itàlia  | 1975        | 1998         | Piombino—Portoferraio                  | 4.649   | 115 m    | 19 m    | 1.200     | 250      | 21    |
| MS Moby Lally   | Itàlia  | 1974        | 2000         | Piombino—Portoferraio                  | 8.570   | 119 m    | 19 m    | 1.150     | 300      | 17,5  |
| MS Moby Drea    | Itàlia  | 1975        | 2003         | Livorno—Olbia Òlbia (Sardenya)—Gènova  | 22.528  | 185 m    | 27 m    | 1.900     | 500      | 27    |
| MS Moby Otta    | Itàlia  | 1976        | 2006         | Gènova —Olbia                          | 22.528  | 185 m    | 27 m    | 1.900     | 500      | 27    |
| MS Moby Tommy   | Itàlia  | 2002        | 2007         | Civitavecchia—Olbia                    | 28.915  | 212 m    | 25 m    | 2.200     | 1.000    | 30    |
| MS Moby Aki     | Itàlia  | 2005        | 2005         | Liorna—Òlbia (Sardenya) Piombino—Olbia | 36.284  | 175 m    | 27 m    | 2.200     | 750      | 29    |
| MS Moby Wonder  | Itàlia  | 2001        | 2001         | Liorna —Olbia                          | 36.093  | 175 m    | 27 m    | 2.200     | 750      | 29    |
| MS Moby Corse   | Itàlia  | 1978        | 2010         | Gènova—Bastia                          | 19.321  | 152 m    | 25 m    | 1.200     | 450      | 21    |
| MS Moby Zazà    | Itàlia  | 1982        | 2015         | Niça—Bastia                            | 21.699  | 153,4 m  | 24,24 m | 1.850     | 325      | 20    |
| MS Moby Dada    | Itàlia  | 1981        | 2016         | Niça—Bastia                            | 25.905  | 166,1 m  | 28,5 m  | 1.760     | 305      | 22    |